# Vera Karalli
Vera Alexeevna Karalli (în rusă Вера Алексеевна Каралли; n. 8 august 1889, Moscova, Imperiul Rus – d. 16 noiembrie 1972, Baden bei Wien, Austria Inferioară, Austria) a fost o balerină, coreografă și actriță de film mut rusă în primii ani ai secolului al XX-lea.

## Primii ani de carieră

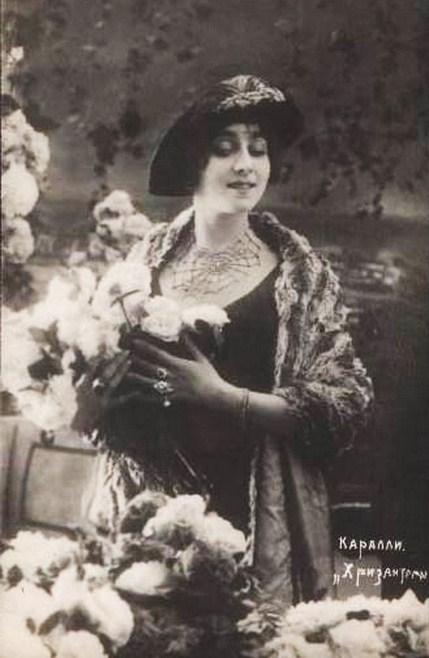
Vera Karalli în „Hrizantemî” (1914)

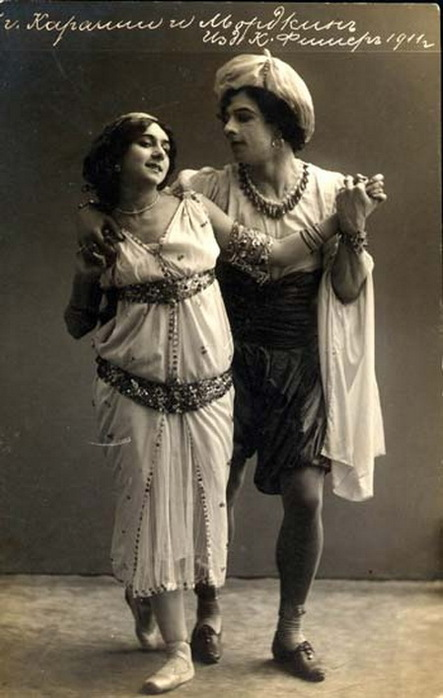
Carte poștală din anii 1910

Născută la Moscova, Karalli a absolvit în 1906 cursurile Școlii de Teatru din Moscova, sub conducerea renumitului profesor rus Aleksandr Gorski. Karalli a făcut turnee cu compania Ballets Russes a lui Serghei Diaghilev în 1909, precum și în 1919 și 1920. Ea a devenit după doi ani dansatoare solistă la Teatrul Bolșoi și balerină în 1915. Karalli a făcut frecvent pereche cu dansatorul Mihail Mordkin.
În 1914 Karalli a început o carieră actoricească de succes și a devenit una dintre primele vedete feminine ale cinematografiei rusești. Primul ei rol a fost în filmul Tî pomniș' li?  (Îți amintești?, 1914), regizat de Piotr Ceardînin, unde a jucat alături de actorul de succes Ivan Mozjuhin. În perioada 1914-1919 Vera Karalli a apărut în aproximativ șaisprezece filme mute rusești, inclusiv în adaptarea din 1915 a romanului Război și pace al lui Lev Tolstoi. Ultima ei apariție în film a fost într-o germană dramatic de presă intitulat Die Rache einer Frau (engleză titlu: O Femeie Răzbunare), în 1921. De multe ori aleasă ca actriță principală de către renumitul regizor Evgheni Bauer, Karalli este, probabil, cunoscută în special pentru interpretarea din adaptarea Posle smerti (După moarte, 1915) după Ivan Turgheniev în 1915 și pentru rolul Gizella în melodrama Umiraiușcii Lebed (Dying Swan, 1917).

## Moartea lui Rasputin
Karalli a fost amanta Marelui Duce Dmitri Pavlovici al Rusiei și s-a spus că ar fi participat la conspirațiile pentru asasinarea lui Grigori Rasputin în decembrie 1916. Ea ar fi fost una dintre cele două femei prezente în palatul lui Felix Iussupov în noaptea uciderii lui Rasputin, cealaltă fiind Marianne Pistohlkors. Presupușii conspiratori de sex masculin nu le-au identificat niciodată în public pe cele două femei.

## Exilul
După ce a fugit în Occident în urma Revoluției din Octombrie, Karalli a apărut pentru ultima dată în film, alături de Olga Engl și Franz Egenieff,  în drama germană Die Rache einer Frau (1921) regizată de Robert Wiene, fiind creditată „Vera Caroly”.
În 1920 Karalli a participat la un mare concert caritabil organizat la Opéra Garnier din Paris, împreună cu cântăreața de operă și dansatoarea Maria Nikolaevna Kuznețova, având ca scop strângerea de fonduri pentru ajutorarea emigranților ruși săraci.
În anii 1920 Vera Karalli a predat balet la Kaunas (Lituania) și din 1930 până în 1935 a fost balerina principală a Operei Române din București. Din 1938 până în 1941 Karalli a trăit la Paris. Mai târziu s-a stabilit la Viena, unde a predat balet. Karalli a murit în orașul austriac Baden în 1972. Ea a fost înmormântată în Cimitirul Central din Viena.

## Filmografie
- Ты помнишь ли? (Tî pomniș' li?)  (1914)
- Хризантемы (Hrizantemî)  (1914)
- Сорванец (Sorvaneț)  (1914)
- Драконовский контракт (Drakonovski kontrakt)  (1915)
- Счастье вечной ночи (Sceastie vecinoi noci)  (1915)
- Любовь статского советника (Liubov statskogo sovetnika)  (1915)
- Обожжённые крылья (Obojjenniîe krîlia)  (1915)
- Тени греха (Teni greha)  (1915)
- Наташа Ростова (Natașa Rostova)  (1915)
- Война и мир (Voina i mir)  (1915) (titlu englez: War and Peace)
- После смерти (Posle smerti)  (1915)
- Гриф старого борца (Grif starogo borța)  (1916)
- Набат  (Nabat)  (1917)
- Умирающий лебедь (Umiraiușcii Lebed)  (1917) (titlu englez: The Dying Swan)
- Король Парижа (Korol Parija)  (1917) (titlu englez: The King of Paris)
- Мечта и жизнь (Mecita i jizn)  (1918)
- La Nuit du 11 septembre  (1919)
- A Woman's Revenge (1921)